# Olga Assink
Olga Anne Maria Assink (Albergen, 25 maart 1978) is een Nederlands voormalig handbalspeelster, die aansluitend actief is als handbalcoach. Ze speelde 205 interlands, vooral als cirkelspeelster. Met 954 treffers is ze in Oranje topscorer aller tijden.
Olga Assink speelde in Nederland voor RKSV De Tukkers en E&O, maar vertrok al vrij snel naar Denemarken waar ze speelde voor achtereenvolgens GOG Gudme en Viborg HK. Met Viborg won ze in 2006 de Champions League; ook werd ze verkozen tot Deens handbalster van het jaar. Medio 2006 beëindigde Assink na aanhoudende knieblessures haar carrière. Na een succesvolle operatie ging ze in het seizoen 2007/08 spelen in de Deense eerste divisie voor Skive fH. In het seizoen 2008/09 nam ze een pauze vanwege zwangerschap. In het seizoen 2009/10 ging Assink terug naar Viborg HK. Ze begon in het tweede team van Viborg, dat speelde in de derde divisie. Tijdens het seizoen had het eerste team van Viborg te maken met blessureleed op de cirkelpositie, waarna Assink haar comeback maakte in de Damehåndboldligaen en de Champions League. In de zomer van 2010 beëindigde ze op 32-jarige leeftijd haar actieve handbalcarrière.
Na haar actieve handballoopbaan werd Assink trainer, onder meer bij De Tukkers. Van oktober 2016 tot oktober 2018 was ze bovendien assistent-trainer van Helle Thomsen bij het Nederlands vrouwenhandbalteam.
Assink werd in 2007 benoemd tot Lid van Verdienste van het NHV.

## Onderscheidingen
- All-Star Team cirkelloopster van de Deense Damehåndboldligaen (Årets Dame Liga All Stars): 2003/04[5]